# Milford (Utah)
Milford je město v okresu Beaver County ve státě Utah. K roku 2000 zde žilo 1 451 obyvatel. S celkovou rozlohou 5 km² byla hustota zalidnění 291 obyvatel na km².